# Vall de Boí
Vall de Boí község Spanyolországban, Lleida tartományban. Vall de Boí El Pont de Suert, Vilaller, Naut Aran, Espot, La Torre de Cabdella és Sarroca de Bellera községekkel határos. Lakosainak száma 1116 fő (2024).

## Népesség
A település népessége az utóbbi években az alábbiak szerint változott:
| Lakosok száma | 878  | 1007 | 1049 | 1090 | 1052 | 992  | 1015 | 1021 | 1090 | 1116 |
|               | 2001 | 2004 | 2007 | 2009 | 2012 | 2014 | 2017 | 2019 | 2022 | 2024 |